# Pitalito
Pitalito là một khu tự quản thuộc tỉnh Huila, Colombia. Thủ phủ của khu tự quản Pitalito đóng tại Pitalito Khu tự quản Pitalito có diện tích 1012 ki lô mét vuông. Đến thời điểm ngày 28 tháng 5 năm 2005, khu tự quản Pitalito có dân số 66070 người.